# 萨非王朝
薩法維王朝（羅馬化：Dudmān-e Safavi），又译萨法维帝国、薩法維波斯、薩法維帝国、波斯第三帝國，明朝称之为巴喇西，是从1501年至1736年统治伊朗的王朝。这个王朝将伊斯兰教什叶派正式定为伊朗国教，统一了伊朗的各个省份，是伊朗从中世纪向现代时期过渡的中间时期。

## 起源
萨非王朝起源于一个于14世纪在阿塞拜疆非常昌盛的名为薩法維耶的蘇非教团，这个教团的创立者是名為萨非·阿尔丁（Safi Al-Din，1252年-1334年）的庫爾德人，这个教团就是以他命名的。
萨非来自今天属于伊朗的阿尔达比勒，至今为止在该城里还保留有他的圣陵。由于蒙古帝国的西侵，在今天伊朗西北和安那托利亚东部产生了一个政治真空，当地大乱，直到蒙古伊兒汗國管轄。萨非所建立的教团的任务在于平息这些混乱。在15世纪里（1467年），帖木儿帝国的衰落使这个教团得以乘机获得政治与军事力量。1447年教团的领袖朱耐德（Shaykh Junayd）将教团改变成一个试图获取伊朗统治权的什叶派运动。而且稱教團是十二伊瑪目派。

## 王朝历史

### 建国
15世纪奥斯曼帝国不断扩张，占领了整个安那托利亚，為穩定佔領地區，奧斯曼帝國不斷迫害安那托尼亞的什叶派。至15世纪末，奥斯曼帝国禁止什叶派。屬於什葉派的阿塞拜疆和东安那托利亚土庫曼民兵（由于他们使用红色的头巾被称为“基茲爾巴什”），与萨非教团联合占领了大不里士，推翻了当地白羊王朝土庫曼逊尼派君主。
当时的萨非教团主是一个15岁的少年伊斯迈尔一世。从父系来看他是萨非教团创始人萨非·阿尔丁的后代，而从母系来看他是白羊王朝创始人的外孙子。为了稳定政局他自称是穆罕默德之女法蒂瑪与穆罕默德之继承人阿里·伊本·艾比·塔里卜的后代；为了进一步巩固王权他自称是萨珊王朝的后裔，称自己为沙阿。
随着攻佔大不里士，1501年5月伊斯迈尔一世立大不里士为其首都，自称为阿塞拜疆沙阿，這被視為薩非王朝的開始，之後伊斯迈尔一世继续向伊朗西北扩展他的领域。1502年他自称伊朗沙阿。此后他击退了奧斯曼帝国的进攻，消灭了白羊王朝的余党，并继续扩张：1503年伊斯迈尔一世占领哈马丹、设拉子和克尔曼，同年入侵馬贊德蘭終結阿弗拉西亞布王朝在此地的統治、1507年纳杰夫和卡尔巴拉、1509年巴格达、1510年呼罗珊和赫拉特。1511年乌兹别克人被逐到阿姆河以北，他们在那里占领了撒马尔罕建立了一个自己的王朝。在伊斯迈尔一世统治时期宫廷裡使用的是阿塞拜疆语。
1507年，没有海军的萨非王朝将霍爾木茲海峽上的岛屿失给了葡萄牙人。
1514年奧斯曼苏丹塞利姆一世突袭萨非王朝，萨非的军队被迫撤退；当时萨非军队使用刀剑和弓箭作为武器，而奧斯曼军队则装备有火枪和大炮。1514年8月23日在大不里士以西两军交锋，萨非军队大败，他们在撤退时采取了焦土政策，史稱查爾迪蘭戰役。虽然奧斯曼军队得以入驻大不里士，但是他们无法继续向伊朗高原追擊，年冬他们被迫撤军。
到了1530年代薩非王朝沙阿太美斯普一世和奧斯曼帝國苏丹苏莱曼一世在位時期，薩非王朝與奧斯曼再度發生戰爭，戰事斷斷續續，直到1550年代中期。薩非王朝為了對付奧斯曼，聯合奧地利的哈布斯堡王朝，進行互相支援的軍事行動，是為哈布斯堡-波斯同盟。

### 立什叶派为国教
伊斯迈尔一世本人是什叶派，他下令什叶派为国教，违反者要被处死刑，瘋狂迫害遜尼派。官方與他們的土庫曼士兵以及一般平民雖然也屬什葉派，但兩者的宗教觀有相當程度的差異。一般平民、士兵對伊斯蘭信仰的觀念與實踐接近薩滿教，也因此對伊斯蘭教法的觀點較為彈性寬鬆的蘇菲教派與教團在此時的波斯擁有相當大的影響力。他們有泛神論的傾向，認為在自然預兆中看到神的存在，因此被稱為青草崇拜者。他們的精神領袖稱為dede。該字原指祖父，此用其衍伸意老者、德高望重的人物，泛指什葉派與蘇菲教團的宗教領袖。官方一直禁止這類活動。

### 阿拔斯一世
阿拔斯一世在宫廷阴谋的暗杀下幸存之后于1587年登基。他认识到他的军队的无能，这使奧斯曼帝国多次击败萨非军队，占领了格鲁吉亚和亚美尼亚，而乌兹别克人则占领了东部的马什哈德和锡斯坦。首先他于1590年与奧斯曼帝国达成和平协议，将西北地区让给奧斯曼帝国。然后他雇佣了一位英國将军来重组他的军队，使它变为一支受薪的、训练良好的、类似于欧洲正规军的军队。他引入了火药。
他首先向乌兹别克开战，于1598年重占希拉特和马什哈德。然后他开始对奧斯曼帝国回击，到1622年他得以重占巴格达、伊拉克东部和高加索省份。1602年他将葡萄牙逐出巴林，在英国海军的帮助下于1622年重占波斯湾中的霍爾木茲。他扩大了与不列颠东印度公司和荷兰东印度公司之间的贸易关系。这样一来阿拔斯对内也得以摆脱了对红头的依赖，加强了中央政府。
奧斯曼帝國与萨非王朝之间对伊拉克富饶的平原的争夺战持续了150年。薩非王朝的伊斯迈尔一世于1509年占领巴格达，但是1534年奧斯曼帝國的苏莱曼一世就夺回了巴格达，1623年萨非王朝再占巴格达，但是1638年奧斯曼的穆拉德四世再次夺回。1639年双方在席林堡（Qasr-e-Shirin）签署了一个条约来确定萨非王朝与奧斯曼帝国之间的边界。直到今天伊朗西北与土耳其东南的边界仍依據這條約确立的。这场逊尼派与什叶派之间的拉锯战至今反映在伊拉克的宗教分歧中。
1609年到1610年萨非王朝与库尔德人之间爆发了一场血腥的战争。这场战争的原因是伊朗西北烏鲁米耶湖附近地区的一座城堡。当地的库尔德人酋长试图在奧斯曼帝国与萨非王朝之间保持独立，他重建这座城堡被萨非王朝看作是一个独立的姿态，因此威胁到了萨非王朝对其西北地区的统治。许多其他库尔德人首领（包括马哈巴德的酋长）也开始从波斯独立。从1609年11月到1610年夏萨非军队对这座城堡进行了长久和血腥的围困战后城堡失陷。阿拔斯下令血洗整个省份并将许多库尔德部落迁往呼罗珊。直到今天在呼罗珊地区还有近170万库尔德人，他们是当时被迫迁居的库尔德人的后裔。
由于阿拔斯一世特别怕人刺杀他，他对他自己家里被怀疑的人非常残忍，这些人不是被杀就是被弄瞎。他的一个儿子被因此处死，两个被弄瞎。由于他的另两个儿子在他生前都死了，他1629年1月19日逝世时没有男的继承人。
从17世纪开始红头的势力开始衰弱，过去的民兵逐渐演化为管理机构和官僚。一个新的商人阶层逐渐强大起来，他们主要有亚美尼亚人、格鲁吉亚人和印度人组成。
阿拔斯一世漫长的统治时期萨非王朝达到了其顶点，它包括今天的伊朗、伊拉克、亚美尼亚、阿塞拜疆、格鲁吉亚以及土库曼斯坦、乌兹别克、阿富汗和巴基斯坦的部分。

### 萨非王朝时期土库曼人与波斯人之间的关系
伊斯迈尔一世建立萨非王朝时最大的问题在于统一由土庫曼人组成的持士兵生活的红头与由主要持官僚和宗教生活的波斯人。在这个过程中冲突是不可避免的，因为红头不是传统的伊朗人。从1508年到1524年伊斯迈尔一世相继任命了五位波斯人为省长（同时也是该省的军事长官），其中第二位在战场上他的红头士兵不服从他的命令，战败阵亡，第四位和第五位被他的红头下手谋杀。

### 经济
波斯位於欧洲、伊斯兰中亚和印度之间，这个桥梁位置为它的经济带来了发展。16世纪里通向印度的丝绸之路再次复苏，这条路通过波斯北部。阿拔斯一世还直接支持与欧洲的贸易。尤其英国和荷兰非常喜欢波斯的地毯、丝绸和纺织品。其它出口品有马、羊毛、珍珠和在印度作为调味品的杏仁。主要进口品有硬币、纺织品、香料、金属、咖啡和糖。

### 文化
在萨非王朝的保护下文化得到发展。伊斯迈尔一世本人使用阿塞拜疆语、波斯语和阿拉伯语写诗，太美斯普一世是一位画家，阿拔斯一世则认识到促进艺术对商业的好处——工艺品占伊朗出口的很大部分。
在这段时间里手工业如制瓦、陶瓷和纺织业得到发展，細密画、编书、装饰和书法获得巨大发展。16世纪里编织地毯从一个游牧民族和农民的副工业发展为一个完整的工业，包括设计和生产的专业化。大不里士是这个工业的中心。
书法家和画家瑞沙·阿巴西（Reza Abbasi，1565年-1635年）使用传统的形式和材料，但将新的素材引入波斯绘画——半裸的妇女、青年、爱人。他的绘画和书法对萨非时期的艺术家有深刻的影响，这些艺术家被统称为“伊斯法罕畫派”。17世纪与其它文化，尤其是欧洲文化的接触为伊朗艺术家带来了新的灵感，他们接受了新的手法、透视和油画。太美斯普一世时期制作的史诗《列王纪》是绘画和书法的典范。
伊斯法罕是萨非王朝时期建筑的典范。阿拔斯一世1598年迁都后在这里建立了大量建筑物：帝国清真寺、王宫等等。
由于诗歌没有获得萨非王朝的支持，在这段时间里诗歌的发展停滞。卡扎尔体逐渐演化为一种华躁的格式，而其内容则受到了宗教的束缚。

## 衰落
在17世纪里波斯薩非王寓除了它的两个传统敌人，奥斯曼帝国和乌兹别克外，还有了两个新的强敌。莫斯科公国在16世纪里摆脱了金帐汗国的统治，後發展成俄羅斯沙皇國，开始将其势力伸向高加索山脉和中亚。在东边，印度的莫卧儿帝国向阿富汗发展，占领了坎大哈和希拉特。
在17世纪里东西方之间的贸易道路也开始离开了波斯，使得贸易和商业衰落。此外阿拔斯一世所建立的正规军虽然在短期里获得了军事胜利，但是在长期里通过它所造成的繁重的税收和对各省的控制削弱了国家的力量。17世纪下半叶萨非王朝与阿瑜陀耶王国建立了密切的外交和经济接触。
除阿拔斯二世外，阿拔斯一世后的沙阿全部都極度昏庸。1666年阿拔斯二世之死标志着萨非王朝衰落的开始。虽然面临国库空虚和外患的境况；但是这些后来的沙阿生活非常奢侈。据说苏莱曼一世接连八年不出他的后宫，沙阿侯赛因是个酒鬼。这些沙阿施加重税、打击投资、促进了官员的腐败。
萨非王朝的边界多次受到劫掠：俾路支部落于1698年劫掠克尔曼，阿富汗人于1717年劫掠呼罗珊，美索不达米亚不断受到半岛阿拉伯人的洗劫。侯赛因试图强迫阿富汗的逊尼派改为什叶派，结果一位普什图酋长造反，击败了萨非军队。1722年他的儿子入侵伊朗东部，围攻和占领了伊斯法罕，自称为波斯沙阿。
最后阿夫沙尔王朝的纳迪尔沙阿，本来是一个呼罗珊红头部落的奴隶，但是上升为军事领袖，得以将阿富汗人逐出。他成为伊朗的军事强人并开始向外扩张，他的军队一直攻到德里，但是他没有巩固他的波斯基地，结果使得他的军队力量耗竭。在太美斯普二世时期他已经成为了伊朗的实际统治者，1736年他在年幼的阿拔斯三世死后自己登上了王位。
1747年纳迪尔沙阿被刺杀后萨非王朝王室后裔又被立为波斯沙阿，但是这个短时间统治的目的只不过是为了为桑德王朝提供一个合法的过渡借口。1760年伊斯迈尔三世短暂的傀儡统治就结束了，卡里姆汗觉得他的力量已经足够巩固，他正式登基，结束了萨非王朝。

## 萨非王朝沙阿
- 伊斯迈尔一世1502年—1524年
- 太美斯普一世1524年—1576年
- 伊斯迈尔二世1576年—1577年
- 穆罕默德·科達班達1577年—1587年
- 阿拔斯一世（大帝）1587年—1629年
- 萨非1629年—1642年
- 阿拔斯二世1642年—1666年
- 苏莱曼一世1666年—1694年
- 侯赛因1694年—1722年
- 太美斯普二世1722年—1732年
- 阿拔斯三世1732年—1735年
- 苏莱曼二世1749年--1750年（？）
- 伊斯迈尔三世1750年--1760年（桑德王朝建立前的傀儡）

## 延伸阅读
[在维基数据编辑]
 《欽定古今圖書集成·方輿彙編·邊裔典·巴喇西部》，出自陈梦雷《古今圖書集成》
 《明史卷三百二十五》，出自《明史》